# Marcel Homet
Marcel Francois Raphael Homet (Rochefort-sur-Mer, 23 marzo 1897 – 1982) è stato un archeologo e antropologo francese.
Compì viaggi e spedizioni in varie parti del mondo, studiando e documentando popoli africani e sudamericani e cercando inoltre tracce di un'antica civiltà che riteneva collegata ad Atlantide.

## Biografia
Nato a Rochefort (Nuova Aquitania) nel 1897, Homet fu impiegato durante la seconda guerra mondiale come agente del SOE britannico.
Allievo e amico di Henri Breuil, dopo la guerra divenne docente di lingue arabe classiche all'Università di Algeri, poi archeologo, paleontologo, antropologo ed etnologo. In seguito si trasferì in Germania nei pressi di Stoccarda fino al 1980. Trascorse 15 anni viaggiando in Marocco, Tunisia, Egitto, Siria, Libano, Palestina e Turchia, effettuando importanti ricerche sulla cultura e gli idiomi di quelle popolazioni mediterranee.
Nel Congo ex francese studiò per primo l'origine, gli usi e i costumi dei pigmei Babinga, mentre nel Sahara rinvenne graffiti preistorici che avrebbero dato il via ad ulteriori indagini scientifiche.
Viaggiò attraverso gli Stati Uniti, Haiti e Venezuela, finché, nel 1940, con sua moglie Geneviève, fu incaricato dalla facoltà di antropologia dell'Università di Parigi di eseguire alcune spedizioni in Brasile, penetrando nei territori del vastissimo bacino del Rio delle Amazzoni, fino a quel momento quasi totalmente inesplorati.
Durante le sue spedizioni, studiò intorno al 1950 un colossale monolite (denominato Pedra Pintada, ovvero "pietra dipinta") ricoperto di graffiti, incisioni e simboli che, secondo le leggende degli indios locali, indicherebbe la presenza di un'antica città perduta. In Brasile Homet continuò a indagare sulla presenza nella regione dei resti di un antico popolo che riteneva discendente dalla mitica civiltà di Atlantide, obbiettivo principale della spedizione.
Homet combatté anche contro la campagna di stermino degli indios condotta in Brasile e in Venezuela.
Tra il 1934 e il 1978 pubblicò oltre venti libri, numerosi articoli e documenti, tenendo anche dopo il suo pensionamento conferenze di antropologia, etnologia e storia delle civiltà. Si spense nel 1982.

## Opere
(elenco parziale)
- Congo: terre de souffrances, Éditions Montaigne, Parigi 1934
- Afrique de nord: terre d'attente, Éditions Montaigne, Parigi 1935
- Méditerranée mer impériale. Le conflit méditerranéen La France et le problème marocain, Éditions de la Nouvelle revue critique, Parigi 1937
- Syrie terre irrédente. L'histoire secrète du traité franco-syrien. Où va le Proche-Orient?, J. Peyronnet & cie, Parigi 1938
- Garderons-nous nos colonies d'Afrique?, J. Peyronnet, Parigi 1938
- Afrique Noire, terre inquiète, Parigi 1939
- Saüdades: Portugal, terre du regret, Império, 1942
- I figli del sole (Les fils du soleil), ed.it. 1972, libro in cui Homet descrive il suo viaggio in Brasile alla ricerca di resti di un'antica civiltà collegata ad Atlantide.
- Alla ricerca degli dei solari (À la poursuite des dieux solaires), J'ai lu A309, 1974. Alla ricerca delle misteriose civiltà antiche tra gli indios più selvaggi.
- Chan-Chan, la misteriosa (Chan Chan, La Mystérieuse Ville Impériale pré-incaïque), ed.it. 1974